# 강지훈 (바둑 기사)
강지훈(姜知勳, 1993년 1월 5일 ~ )은 대한민국의 바둑 기사이다.

## 약력
권갑용 바둑도장 출신으로 2018년 인천시장배에서 첫 전국대회 우승을 차지했고 바둑대상에서 최우수 아마선수상을 수상했다. 삼성화재배와 LG배, 비씨카드배 등 각종 세계대회 통합예선에 출전했다. 조경호 사범의 지도를 받았다. 2019년 제13회 일반입단대회를 통해 입단했고, 2022년에 4단으로 승단했다.